# Mercersburg
Mercersburg é um distrito localizado no estado norte-americano de Pensilvânia, no Condado de Franklin.

## Demografia
Segundo o censo norte-americano de 2000, a sua população era de 1540 habitantes.
Em 2006, foi estimada uma população de 1554, um aumento de 14 (0.9%).

## Geografia
De acordo com o United States Census Bureau tem uma área de
2,5 km², dos quais 2,5 km² cobertos por terra e 0,0 km² cobertos por água. Mercersburg localiza-se a aproximadamente 183 m acima do nível do mar.

## Localidades na vizinhança
O diagrama seguinte representa as localidades num raio de 24 km ao redor de Mercersburg.